# Usitaqueno
Usitaqueno (Usi-Taqueno, Usitakeno, Usi Takeno) ist ein osttimoresischer Suco im Verwaltungsamt Oesilo (Sonderverwaltungsregion Oe-Cusse Ambeno).

## Geographie
Vor der Gebietsreform 2015 hatte Usitaqueno eine Fläche von 9,53 km². Nun sind es 9,12 km². Der Suoc liegt im Süden des Verwaltungsamts Oesilo. Nördlich befinden sich die ebenfalls zu Oesilo gehörenden Sucos Bobometo und Usitasae. Westlich liegt das Verwaltungsamt Nitibe mit seinem Suco Banafi und südlich das Verwaltungsamt Passabe mit seinem Suco Abani. Im Osten grenzt Usitaqueno an den Nachbarstaat Indonesien.
Durch den Südosten führt die Überlandstraße von Bobometo nach Passabe. An ihr liegen die Dörfer Kuatnana, Nibin und Uerban (Uetban). Entlang der Westgrenze verläuft die Überlandstraße von Nitibe nach Passabe. An ihr liegt im Nordwesten der Ort Kisan. In Nibin gibt es eine Grundschule (Escola Primaria Nibin).
Im Suco befindet sich nur ein Aldeia: Nibin.

## Einwohner

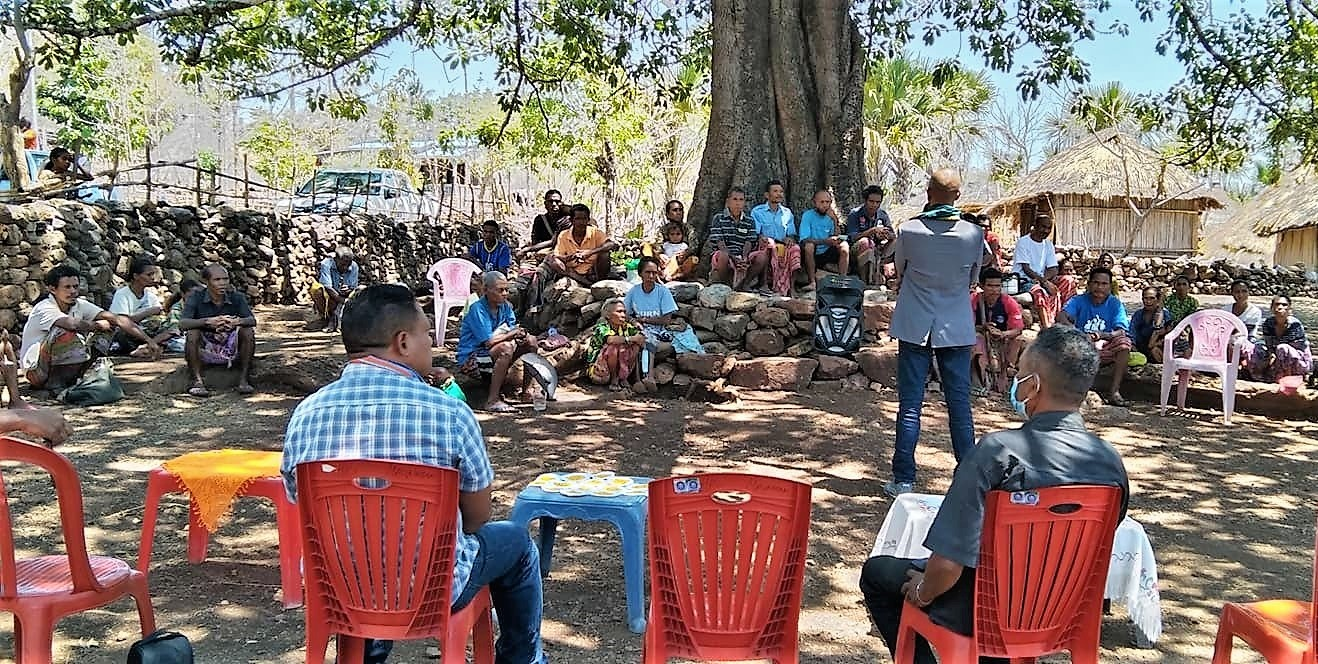
Infokampagne zur COVID-19-Impfung in Usitaqueno (2021)

In Usitaqueno leben 1.233 Einwohner (2022), davon sind 613 Männer und 620 Frauen. Im Suco gibt es 306 Haushalte. Über 99 % der Einwohner geben Baikeno als ihre Muttersprache an. Eine Minderheit spricht Tetum Prasa.

## Geschichte
Nach dem Unabhängigkeitsreferendum in Osttimor 1999 ermordeten Soldaten der Streitkräfte Indonesiens und 200 pro-indonesische Milizionäre zwischen dem 7. und 9. September 1999 in den Dörfern Tumin, Quiubiselo, Nonquican (alle Suco Bobometo) und Nibin 17 Personen mit Macheten und Schusswaffen. Häuser wurden niedergebrannt und die Überlebenden in das indonesische Westtimor deportiert. In Inbate angekommen, wurden 55 junge Männer durch Soldaten, Polizisten und Milizionären von den anderen getrennt, gefesselt und geschlagen. Dann wurden sie zu Fuß nach Passabe getrieben und dort erschossen und erstochen. Acht Männer konnten entkommen.

## Politik
Bei den Wahlen von 2004/2005 wurde Vicente Fallo zum Chefe de Suco gewählt und 2009 in seinem Amt bestätigt. Bei den Wahlen 2016 gewann Francisco Elu.